# 齊納爾峰
46°01′38.7″N 7°37′50.3″E / 46.027417°N 7.630639°E

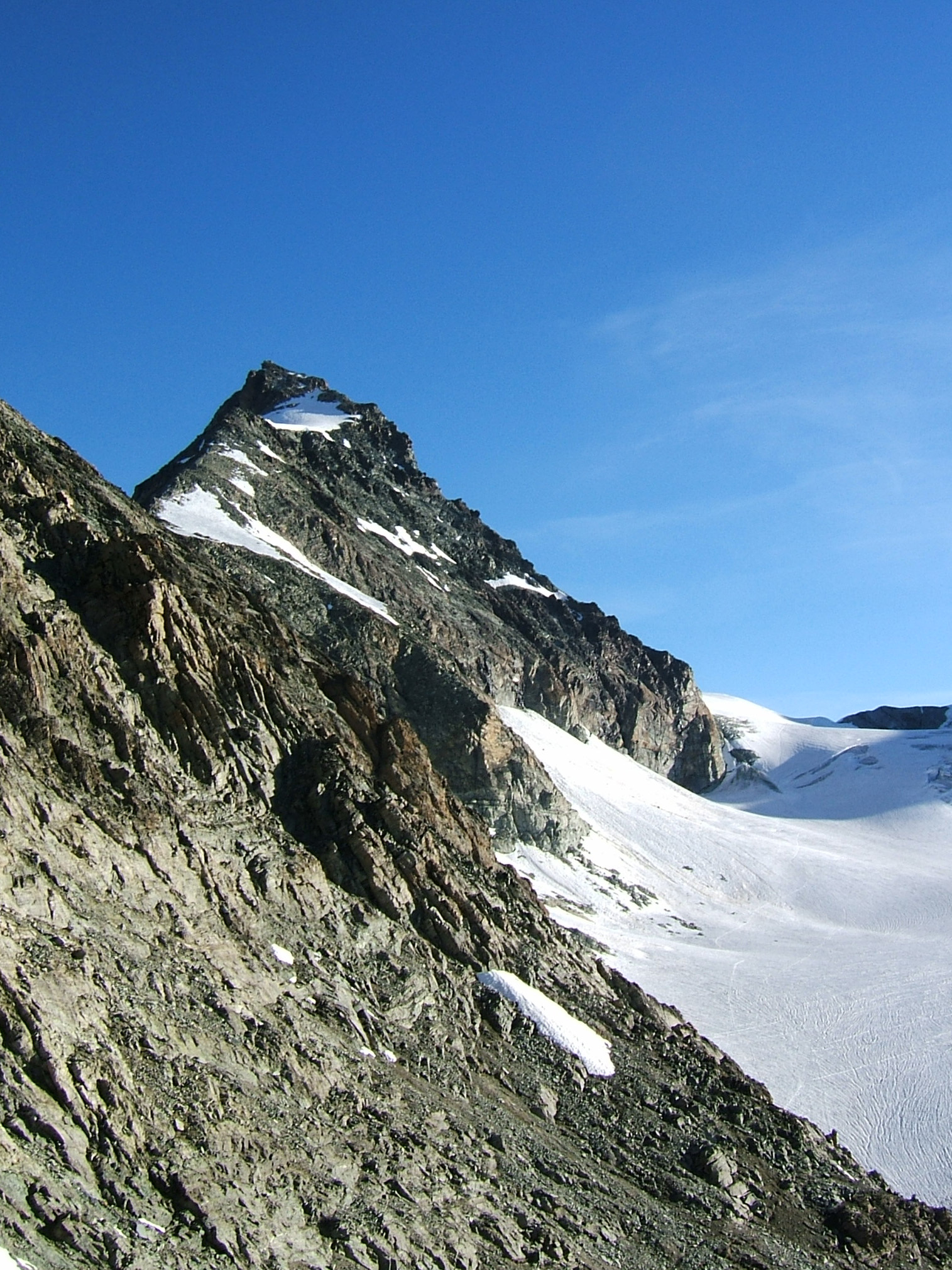

齊納爾峰（Pointe de Zinal），是瑞士的山峰，位於該國西南部，由瓦萊州負責管轄，屬於本寧阿爾卑斯山脈的一部分，海拔高度3,789米，每年平均降雨量1,358毫米。